# なんMEGA!
なんMEGA!（なんメガ）は、FM大阪で2007年9月7日から放送されている番組。
合言葉は『なんば発→世界へ!街と一体となってミナミからメガヒットを生む&働く人を応援する○○時間（放送時間が入る。例：3時間、4時間半など）』。
「なんMEGA!」は"NAMBA MEGA HITS FACTORY"（ナンバ・メガ・ヒッツ・ファクトリー）の略。
Twitter番組ハッシュタグは #なんめが
［勝手にMEGA〜プレイ］というコーナーには
番組が選んだPUSHアーティストが月替わりで登場している。
［彩名が行く！餃子世界化計画］は
大阪王 提供のコーナーであり、餃子をリスナー宅へ焼きに行ったり、店の前で声をかけて餃子を食べてもらったり、餃子コンや餃パを開催するなど、様々な企画で大阪王の餃子を広めている。
不定期で番組を通してアーティストを特集する企画があり、これまでに星野源、秦 基博、Official髭男dismを取り上げた。
中でも星野源研究室は毎年 特集が行われている。

## 放送時間
2007年9月 - 2009年3月
金曜日 13:00 - 16:00
2009年4月 - 2010年9月
金曜日 13:00 - 17:00
2010年10月 - 2011年3月
金曜日 11:30 - 16:00
2011年4月 - 2012年3月
金曜日 12:00 - 16:00
2012年4月 - 2013年9月
金曜日 11:30 - 16:00
2013年10月 - 2015年9月
金曜日 15:00 - 19:00（18時台は『なんMEGA!Z』として放送）
2015年10月 - 2017年1月13日
金曜日 11:30 - 16:00
2017年1月20日 - 2018年11月30日
金曜日 13:00 - 16:55
2018年12月7日 - 2019年9月27日
金曜日 12:00 - 16:55
2019年10月4日 -
金曜日 12:00 - 14:55

## DJ
- 前田彩名

### 過去のDJ
- 大塚由美（番組開始から2012年11月まで）

2010年10月から、月曜日から木曜日までhappiness!!（11:30-13:00）を担当することになり、平日のこの時間は毎日大塚が担当していた。
- 小早川秀樹（『なんMEGA!Z』のみ、2013年10月から2015年9月まで）

### 過去の代打DJ
- 2010年11月19日 - RIO（大塚が新婚旅行に行っていたため）
- 2017年1月13日 - 珠久美穂子（前田が旅行に行っていたため）

## タイムテーブル
ここでは、トラフィックは除く。
2013年1月時点
- 13:20　神戸屋STUDIO BAKERY または TOEI コレなんMEGA?HITS MOVIE
- 13:40　851ラジオショッピング
- 13:46  なんpedia
- 14時台　MEGA MEGA!（ゲスト登場）
- 15:20　Joshin MEGA MIX!
- 14:55　鈴木おさむのちょっと元気になる言葉（TOKYO FMほか全国ネット番組）
- 15:20　ECCジュニア　MEGA　ENGLISH
- 15:40　851ラジオショッピング

2010年6月以前
- 13:20　神戸屋STUDIO BAKERY または TOEI コレなんMEGA?HITS MOVIE
- 13:40　851ラジオショッピング
- 14時台　MEGA MEGA!（ゲスト登場）
- 14:55　中西哲生のWEEKEND NAVI（TOKYO FMほか全国ネット番組）
- 15:20　ECCジュニア　MEGA　ENGLISH
- 15:40　851ラジオショッピング

2010年9月以前
- 13:20　神戸屋STUDIO BAKERY または TOEI コレなんMEGA?HITS MOVIE
- 13:40　851ラジオショッピング
- 14時台　MEGA MEGA!（ゲスト登場）
- 14:55　Japan Furusato Network（TOKYO FMほか全国ネット番組）
- 15:20　Joshin MEGA MIX!
- 16:20　ECCジュニア　MEGA　ENGLISH（放送されない週もある。）

## DJトークバトル
Joshin MEGA MIX!のコーナーのひとつ。1ヶ月に5回金曜日がある月のお楽しみ企画。毎回FM OSAKAのDJが登場して対決をする。
- 第1回　アイクル
- 第2回　山本シュウ
- 第3回　みゆき
- 第4回　みぃ
- 第5回　森裕子
- 第6回　遠藤淳
- 第7回　下埜正太
- 第8回　珠久美穂子
- 第9回　庄司悟

## お出かけ放送
この番組は過去4回お出かけ放送を行っている。
- 第1回　2009年9月18日　yellow tail] café @ムーラン
- 第2回　2010年7月23日　和歌山マリーナシティ
- 第3回　2011年2月11日　大阪オートメッセ2011
- 第4回　2011年4月29日　和歌山マリーナシティ

## なんMEGA! SHOO POWER LINE
2009年3月20日に放送された特別番組。この日は、阪神なんば線が開業し、阪神と近鉄が相互乗り入れを開始した。それを記念し、なんMEGA!とSHOO POWER REQUESTが『相互乗り入れ』として番組枠を統合し、13:00-19:30の6時間30分番組として放送された（DJは大塚と山本シュウ）。